# رباط شورچه
رباط شورچه  مربوط به دوره قاجار است و در شهرستان قوچان، بخش مرکزی، روستای شورچه واقع شده و این اثر در تاریخ ۲۴ فروردین ۱۳۸۲ با شمارهٔ ثبت ۸۲۵۶ به‌عنوان یکی از آثار ملی ایران به ثبت رسیده است.